# 1er août aux Jeux olympiques d'été de 2024
Navigation
31 juillet 2 août
Le jeudi 1er août 2024 est le huitième jour de compétitions des Jeux olympiques d'été de 2024 à Paris en France.

## Programme
| Heure UTC+02:00 (France)                      |               |
| bleu                                          | Cérémonie     |
| neutre                                        | Épreuve       |
| or                                            | Finale        |
| orange                                        | Petite finale |
| rose                                          | Reporté       |
| gris                                          | Annulé        |
| Compétition masculine                         | Hommes        |
| Compétition féminine                          | Femmes        |
| Compétition mixte (hommes et femmes mélangés) | Mixte         |
| Compétition en couple (1 homme et 1 femme)    | Couple        |
| modifier                                      |               |

| Horaire | Discipline Spécialité | Discipline Spécialité                              | Discipline Spécialité                         | Phase                      | Résultats                                                                  | Références |
| ------- | --------------------- | -------------------------------------------------- | --------------------------------------------- | -------------------------- | -------------------------------------------------------------------------- | ---------- |
| 7 h 30  |                       | Athlétisme 20 km marche                            | Compétition hommes                            | Finale                     | Brian Daniel Pintado · Caio Bonfim · Álvaro Martín                         |            |
| 8 h 30  |                       | Badminton Double                                   | Compétition femmes                            | 1/4 de finale              | -                                                                          | -          |
| 9 h 0   |                       | Basket-ball à trois Tournoi féminin                | Compétition femmes                            | Tour préliminaire          | Chine vs Australie                                                         |            |
| 9 h 0   |                       | Beach-volley Tournoi masculin                      | Compétition hommes                            | Tour préliminaire          | -                                                                          | -          |
| 9 h 0   |                       | Beach-volley Tournoi féminin                       | Compétition femmes                            | Tour préliminaire          | -                                                                          | -          |
| 9 h 0   |                       | Golf Compétition masculine (Tour 1)                | Compétition hommes                            | Tour de compétition        | -                                                                          | -          |
| 9 h 0   |                       | Handball Tournoi féminin                           | Compétition femmes                            | Tour préliminaire Groupe B | Pays-Bas vs Brésil                                                         |            |
| 9 h 0   |                       | Volley-ball Tournoi féminin                        | Compétition femmes                            | Tour préliminaire Groupe C | Turquie vs République dominicaine                                          |            |
| 9 h 20  |                       | Athlétisme 20 km marche                            | Compétition femmes                            | Finale                     | Yang Jiayu · María Pérez · Jemima Montag                                   |            |
| 9 h 30  |                       | Aviron Skiff                                       | Compétition femmes                            | 1/2 finale A/B             | -                                                                          | -          |
| 9 h 30  |                       | Basket-ball à trois Tournoi féminin                | Compétition femmes                            | Tour préliminaire          | Allemagne vs Canada                                                        |            |
| 9 h 30  |                       | Tir Carabine à 50 m 3 positions                    | Compétition hommes                            | Finale                     | Liu Yukun · Serhiy Kulish · Swapnil Kusale                                 |            |
| 9 h 30  |                       | Tir à l'arc Épreuve individuelle                   | Compétition hommes                            | 32e de finale              | -                                                                          | -          |
| 9 h 40  |                       | Badminton Simple                                   | Compétition hommes                            | 8e de finale               | -                                                                          | -          |
| 9 h 50  |                       | Aviron Skiff                                       | Compétition hommes                            | 1/2 finale A/B             | -                                                                          | -          |
| 9 h 56  |                       | Tir à l'arc Épreuve individuelle                   | Compétition femmes                            | 32e de finale              | -                                                                          | -          |
| 10 h 0  |                       | Hockey sur gazon Tournoi masculin                  | Compétition hommes                            | Tour préliminaire Groupe B | Inde vs Belgique                                                           |            |
| 10 h 0  |                       | Judo Moins de 100 kg                               | Compétition hommes                            | 32e de finale              | -                                                                          | -          |
| 10 h 0  |                       | Judo Moins de 78 kg                                | Compétition femmes                            | 32e de finale              | -                                                                          | -          |
| 10 h 0  |                       | Tennis de table Simple                             | Compétition femmes                            | 1/4 de finale              | -                                                                          | -          |
| 10 h 5  |                       | Basket-ball à trois Tournoi masculin               | Compétition hommes                            | Tour préliminaire          | Pays-Bas vs Serbie                                                         |            |
| 10 h 10 |                       | Aviron Huit                                        | Compétition femmes                            | Repêchages                 | -                                                                          | -          |
| 10 h 20 |                       | Aviron Huit                                        | Compétition hommes                            | Repêchages                 | -                                                                          | -          |
| 10 h 22 |                       | Tir à l'arc Épreuve individuelle                   | Compétition hommes                            | 16e de finale              | -                                                                          | -          |
| 10 h 28 |                       | Judo Moins de 100 kg                               | Compétition hommes                            | 16e de finale              | -                                                                          | -          |
| 10 h 28 |                       | Judo Moins de 78 kg                                | Compétition femmes                            | 16e de finale              | -                                                                          | -          |
| 10 h 30 |                       | Aviron Deux sans barreur                           | Compétition femmes                            | Finale B                   | -                                                                          | -          |
| 10 h 30 |                       | Hockey sur gazon Tournoi masculin                  | Compétition hommes                            | Tour préliminaire Groupe B | Nouvelle-Zélande vs Australie                                              |            |
| 10 h 30 |                       | Water-polo Tournoi masculin                        | Compétition hommes                            | Tour préliminaire Groupe A | Grèce vs États-Unis                                                        |            |
| 10 h 35 |                       | Basket-ball à trois Tournoi masculin               | Compétition hommes                            | Tour préliminaire          | Chine vs Lettonie                                                          |            |
| 10 h 35 |                       | Tir à l'arc Épreuve individuelle                   | Compétition femmes                            | 16e de finale              | -                                                                          | -          |
| 10 h 42 |                       | Aviron Deux sans barreur                           | Compétition hommes                            | Finale B                   | -                                                                          | -          |
| 10 h 54 |                       | Aviron Quatre sans barreur                         | Compétition femmes                            | Finale B                   | -                                                                          | -          |
| 11 h 0  |                       | Basket-ball Tournoi féminin                        | Compétition femmes                            | Tour préliminaire Groupe C | Japon vs Allemagne                                                         |            |
| 11 h 0  |                       | Boxe Poids mouches (Moins de 50 kg)                | Compétition femmes                            | 8e de finale               | -                                                                          | -          |
| 11 h 0  |                       | Équitation Saut d'obstacles par équipes            | Compétition mixte (hommes et femmes ensemble) | Qualifications             | -                                                                          | -          |
| 11 h 0  |                       | Handball Tournoi féminin                           | Compétition femmes                            | Tour préliminaire Groupe A | Corée du Sud vs Suède                                                      |            |
| 11 h 0  |                       | Natation 200 m dos                                 | Compétition femmes                            | Séries                     | -                                                                          | -          |
| 11 h 0  |                       | Natation 50 m nage libre                           | Compétition hommes                            | Séries                     | -                                                                          | -          |
| 11 h 0  |                       | Natation 200 m 4 nages                             | Compétition hommes                            | Séries                     | -                                                                          | -          |
| 11 h 0  |                       | Natation Relais 4 x 200 m nage libre               | Compétition femmes                            | Séries                     | -                                                                          | -          |
| 11 h 0  |                       | Voile 49er                                         | Compétition hommes                            | Reporté                    |                                                                            |            |
| 11 h 0  |                       | Voile 49er FX                                      | Compétition femmes                            | Reporté                    |                                                                            |            |
| 11 h 0  |                       | Voile Laser (courses 1 et 2)                       | Compétition hommes                            | Tour de compétition        | -                                                                          | -          |
| 11 h 0  |                       | Voile Laser Radial (courses 1 et 2)                | Compétition femmes                            | Tour de compétition        | -                                                                          | -          |
| 11 h 6  |                       | Aviron Quatre sans barreur                         | Compétition hommes                            | Finale B                   | -                                                                          | -          |
| 11 h 18 |                       | Aviron Deux de couple                              | Compétition femmes                            | Finale                     | Nouvelle-Zélande · Roumanie · Grande-Bretagne                              |            |
| 11 h 30 |                       | Aviron Deux de couple                              | Compétition hommes                            | Finale                     | Roumanie · Pays-Bas · Irlande                                              |            |
| 11 h 48 |                       | Boxe Poids welters (Moins de 66 kg)                | Compétition femmes                            | 8e de finale               | -                                                                          | -          |
| 11 h 50 |                       | Aviron Quatre sans barreur                         | Compétition femmes                            | Finale                     | Pays-Bas · Grande-Bretagne · Nouvelle-Zélande                              |            |
| 11 h 50 |                       | Escrime Fleuret par équipes                        | Compétition femmes                            | 1/4 de finale              | -                                                                          | -          |
| 12 h 0  |                       | Tennis Simple                                      | Compétition hommes                            | 1/4 de finale              | -                                                                          | -          |
| 12 h 0  |                       | Tennis Simple                                      | Compétition femmes                            | 1/2 finale                 | -                                                                          | -          |
| 12 h 0  |                       | Tennis Double                                      | Compétition femmes                            | 1/2 finale                 | -                                                                          | -          |
| 12 h 0  |                       | Tennis Double                                      | Compétition mixte (hommes et femmes ensemble) | 1/2 finale                 | -                                                                          | -          |
| 12 h 0  |                       | Tennis de table Simple                             | Compétition hommes                            | 1/4 de finale              | -                                                                          | -          |
| 12 h 0  |                       | Tir Carabine à 50 m 3 positions                    | Compétition femmes                            | Qualifications             | -                                                                          | -          |
| 12 h 0  |                       | Voile IQFoil (courses 17, 18 et 19)                | Compétition femmes                            | Tour de compétition        | -                                                                          | -          |
| 12 h 0  |                       | Voile IQFoil (courses 17, 18 et 19)                | Compétition hommes                            | Tour de compétition        | -                                                                          | -          |
| 12 h 5  |                       | Water-polo Tournoi masculin                        | Compétition hommes                            | Tour préliminaire Groupe B | Serbie vs Espagne                                                          |            |
| 12 h 10 |                       | Aviron Quatre sans barreur                         | Compétition hommes                            | Finale                     | États-Unis · Pays-Bas · Grande-Bretagne                                    |            |
| 12 h 20 |                       | Judo Moins de 100 kg                               | Compétition hommes                            | 8e de finale               | -                                                                          | -          |
| 12 h 20 |                       | Judo Moins de 78 kg                                | Compétition femmes                            | 8e de finale               | -                                                                          | -          |
| 12 h 30 |                       | Basket-ball à trois Tournoi féminin                | Compétition femmes                            | Tour préliminaire          | Azerbaïdjan vs France                                                      |            |
| 12 h 36 |                       | Boxe Poids coqs (Moins de 54 kg)                   | Compétition femmes                            | 1/4 de finale              | -                                                                          | -          |
| 12 h 45 |                       | Hockey sur gazon Tournoi masculin                  | Compétition hommes                            | Tour préliminaire Groupe A | France vs Grande-Bretagne                                                  |            |
| 12 h 52 |                       | Boxe Poids légers (Moins de 63,5 kg)               | Compétition hommes                            | 1/4 de finale              | -                                                                          | -          |
| 13 h 0  |                       | Badminton Double                                   | Compétition hommes                            | 1/4 de finale              | -                                                                          | -          |
| 13 h 0  |                       | Basket-ball à trois Tournoi féminin                | Compétition femmes                            | Tour préliminaire          | États-Unis vs Australie                                                    |            |
| 13 h 0  |                       | Volley-ball Tournoi féminin                        | Compétition femmes                            | Tour préliminaire Groupe B | Brésil vs Japon                                                            |            |
| 13 h 8  |                       | Boxe Poids lourds (Moins de 92 kg)                 | Compétition hommes                            | 1/4 de finale              | -                                                                          | -          |
| 13 h 15 |                       | Hockey sur gazon Tournoi masculin                  | Compétition hommes                            | Tour préliminaire Groupe B | Argentine vs Irlande                                                       |            |
| 13 h 16 |                       | Judo Moins de 100 kg                               | Compétition hommes                            | 1/4 de finale              | -                                                                          | -          |
| 13 h 16 |                       | Judo Moins de 78 kg                                | Compétition femmes                            | 1/4 de finale              | -                                                                          | -          |
| 13 h 30 |                       | Basket-ball Tournoi féminin                        | Compétition femmes                            | Tour préliminaire Groupe B | Australie vs Canada                                                        |            |
| 13 h 35 |                       | Basket-ball à trois Tournoi masculin               | Compétition hommes                            | Tour préliminaire          | Pologne vs Lituanie                                                        |            |
| 13 h 40 |                       | Escrime Fleuret par équipes                        | Compétition femmes                            | Tour de classement         | -                                                                          | -          |
| 14 h 0  |                       | Handball Tournoi féminin                           | Compétition femmes                            | Tour préliminaire Groupe B | Espagne vs Hongrie                                                         |            |
| 14 h 5  |                       | Basket-ball à trois Tournoi masculin               | Compétition hommes                            | Tour préliminaire          | France vs Pays-Bas                                                         |            |
| 14 h 50 |                       | Escrime Fleuret par équipes                        | Compétition femmes                            | 1/2 finale                 | -                                                                          | -          |
| 15 h 0  |                       | Water-polo Tournoi masculin                        | Compétition hommes                            | Tour préliminaire Groupe B | France vs Australie                                                        |            |
| 15 h 30 |                       | Boxe Poids mouches (Moins de 50 kg)                | Compétition femmes                            | 8e de finale               | -                                                                          | -          |
| 15 h 30 |                       | Canoë-kayak (slalom) K1                            | Compétition hommes                            | 1/2 finale                 | -                                                                          | -          |
| 16 h 0  |                       | Escrime Fleuret par équipes                        | Compétition femmes                            | Tour de classement         | -                                                                          | -          |
| 16 h 0  |                       | Handball Tournoi féminin                           | Compétition femmes                            | Tour préliminaire Groupe B | Angola vs France                                                           |            |
| 16 h 0  |                       | Judo Moins de 100 kg                               | Compétition hommes                            | Repêchages                 | -                                                                          | -          |
| 16 h 17 |                       | Judo Moins de 100 kg                               | Compétition hommes                            | 1/2 finale                 | -                                                                          | -          |
| 16 h 18 |                       | Boxe Poids welters (Moins de 66 kg)                | Compétition femmes                            | 8e de finale               | -                                                                          | -          |
| 16 h 34 |                       | Judo Moins de 78 kg                                | Compétition femmes                            | Repêchages                 | -                                                                          | -          |
| 16 h 35 |                       | Water-polo Tournoi masculin                        | Compétition hommes                            | Tour préliminaire Groupe A | Italie vs Monténégro                                                       |            |
| 16 h 51 |                       | Judo Moins de 78 kg                                | Compétition femmes                            | 1/2 finale                 | -                                                                          | -          |
| 17 h 0  |                       | Hockey sur gazon Tournoi féminin                   | Compétition femmes                            | Tour préliminaire Groupe B | États-Unis vs Grande-Bretagne                                              |            |
| 17 h 0  |                       | Volley-ball Tournoi féminin                        | Compétition femmes                            | Tour préliminaire Groupe C | Italie vs Pays-Bas                                                         |            |
| 17 h 6  |                       | Boxe Poids coqs (Moins de 54 kg)                   | Compétition femmes                            | 1/4 de finale              | -                                                                          | -          |
| 17 h 15 |                       | Basket-ball Tournoi féminin                        | Compétition femmes                            | Tour préliminaire Groupe B | France vs Nigeria                                                          |            |
| 17 h 18 |                       | Judo Moins de 100 kg                               | Compétition hommes                            | Finale                     | Zelym Kotsoiev · Ilia Sulamanidze · Peter Paltchik / Muzaffarbek Turoboyev |            |
| 17 h 30 |                       | Canoë-kayak (slalom) K1                            | Compétition hommes                            | Finale                     | Giovanni De Gennaro · Titouan Castryck · Pau Echaniz                       |            |
| 17 h 30 |                       | Hockey sur gazon Tournoi féminin                   | Compétition femmes                            | Tour préliminaire Groupe B | Espagne vs Afrique du Sud                                                  |            |
| 17 h 38 |                       | Boxe Poids légers (Moins de 63,5 kg)               | Compétition hommes                            | 1/4 de finale              | -                                                                          | -          |
| 17 h 49 |                       | Judo Moins de 78 kg                                | Compétition femmes                            | Finale                     | Alice Bellandi · Inbar Lanir · Ma Zhenzhao / Patrícia Sampaio              |            |
| 17 h 54 |                       | Boxe Poids lourds (Moins de 92 kg)                 | Compétition hommes                            | 1/4 de finale              | -                                                                          | -          |
| 18 h 0  |                       | Basket-ball à trois Tournoi féminin                | Compétition femmes                            | Tour préliminaire          | Chine vs Espagne                                                           |            |
| 18 h 15 |                       | Gymnastique artistique Concours général individuel | Compétition femmes                            | Finale                     | Simone Biles · Rebeca Andrade · Sunisa Lee                                 |            |
| 18 h 30 |                       | Badminton Simple                                   | Compétition femmes                            | 8e de finale               | -                                                                          | -          |
| 18 h 30 |                       | Basket-ball à trois Tournoi féminin                | Compétition femmes                            | Tour préliminaire          | Allemagne vs Azerbaïdjan                                                   |            |
| 19 h 0  |                       | Handball Tournoi féminin                           | Compétition femmes                            | Tour préliminaire Groupe A | Allemagne vs Danemark                                                      |            |
| 19 h 5  |                       | Basket-ball à trois Tournoi masculin               | Compétition hommes                            | Tour préliminaire          | Lituanie vs États-Unis                                                     |            |
| 19 h 10 |                       | Escrime Fleuret par équipes                        | Compétition femmes                            | Finale                     | États-Unis · Italie · Japon                                                |            |
| 19 h 30 |                       | Badminton Double                                   | Compétition mixte (hommes et femmes ensemble) | 1/2 finale                 | -                                                                          | -          |
| 19 h 30 |                       | Water-polo Tournoi masculin                        | Compétition hommes                            | Tour préliminaire Groupe A | Roumanie vs Croatie                                                        |            |
| 19 h 35 |                       | Basket-ball à trois Tournoi masculin               | Compétition hommes                            | Tour préliminaire          | Chine vs Pologne                                                           |            |
| 19 h 45 |                       | Hockey sur gazon Tournoi féminin                   | Compétition femmes                            | Tour préliminaire Groupe A | Japon vs France                                                            |            |
| 20 h 0  |                       | Boxe Poids mouches (Moins de 50 kg)                | Compétition femmes                            | 8e de finale               | -                                                                          | -          |
| 20 h 0  |                       | BMX BMX racing                                     | Compétition hommes                            | 1/4 de finale (Manche 1)   | -                                                                          | -          |
| 20 h 15 |                       | Hockey sur gazon Tournoi féminin                   | Compétition femmes                            | Tour préliminaire Groupe B | Argentine vs Australie                                                     |            |
| 20 h 20 |                       | BMX BMX racing                                     | Compétition femmes                            | 1/4 de finale (Manche 1)   | -                                                                          | -          |
| 20 h 30 |                       | Natation 200 m papillon                            | Compétition femmes                            | Finale                     | Summer McIntosh · Regan Smith · Zhang Yufei                                |            |
| 20 h 32 |                       | Boxe Poids welters (Moins de 66 kg)                | Compétition femmes                            | 8e de finale               | -                                                                          | -          |
| 20 h 37 |                       | Natation 200 m dos                                 | Compétition hommes                            | Finale                     | Hubert Kós · Apóstolos Chrístou · Roman Mityukov                           |            |
| 20 h 40 |                       | BMX BMX racing                                     | Compétition hommes                            | 1/4 de finale (Manche 1)   | -                                                                          | -          |
| 20 h 44 |                       | Natation 50 m nage libre                           | Compétition hommes                            | 1/2 finale                 | -                                                                          | -          |
| 21 h 0  |                       | Basket-ball Tournoi féminin                        | Compétition femmes                            | Tour préliminaire Groupe C | Belgique vs États-Unis                                                     |            |
| 21 h 0  |                       | BMX BMX racing                                     | Compétition femmes                            | 1/4 de finale (Manche 2)   | -                                                                          | -          |
| 21 h 0  |                       | Handball Tournoi féminin                           | Compétition femmes                            | Tour préliminaire Groupe A | Slovénie vs Norvège                                                        |            |
| 21 h 0  |                       | Volley-ball Tournoi féminin                        | Compétition femmes                            | Tour préliminaire Groupe A | France vs Chine                                                            |            |
| 21 h 3  |                       | Natation 200 m brasse                              | Compétition femmes                            | Finale                     | Kate Douglass · Tatjana Smith · Tes Schouten                               |            |
| 21 h 4  |                       | Boxe Poids coqs (Moins de 54 kg)                   | Compétition femmes                            | 1/4 de finale              | -                                                                          | -          |
| 21 h 5  |                       | Water-polo Tournoi masculin                        | Compétition hommes                            | Tour préliminaire Groupe B | Hongrie vs Japon                                                           |            |
| 21 h 10 |                       | Natation 200 m dos                                 | Compétition femmes                            | 1/2 finale                 | -                                                                          | -          |
| 21 h 20 |                       | Boxe Poids légers (Moins de 63,5 kg)               | Compétition hommes                            | 1/4 de finale              | -                                                                          | -          |
| 21 h 20 |                       | BMX BMX racing                                     | Compétition hommes                            | 1/4 de finale (Manche 3)   | -                                                                          | -          |
| 21 h 30 |                       | Basket-ball à trois Tournoi féminin                | Compétition femmes                            | Tour préliminaire          | États-Unis vs Espagne                                                      |            |
| 21 h 34 |                       | Natation 200 m 4 nages                             | Compétition hommes                            | 1/2 finale                 | -                                                                          | -          |
| 21 h 40 |                       | BMX BMX racing                                     | Compétition femmes                            | 1/4 de finale (Manche 3)   | -                                                                          | -          |
| 21 h 48 |                       | Natation Relais 4 x 200 m nage libre               | Compétition femmes                            | Finale                     | Australie · États-Unis · Chine                                             |            |
| 21 h 52 |                       | Boxe Poids lourds (Moins de 92 kg)                 | Compétition hommes                            | 1/4 de finale              | -                                                                          | -          |
| 22 h 0  |                       | Basket-ball à trois Tournoi féminin                | Compétition femmes                            | Tour préliminaire          | Canada vs France                                                           |            |
| 22 h 5  |                       | BMX BMX racing                                     | Compétition hommes                            | Repêchages                 | -                                                                          | -          |
| 22 h 15 |                       | BMX BMX racing                                     | Compétition femmes                            | Repêchages                 | -                                                                          | -          |
| 22 h 35 |                       | Basket-ball à trois Tournoi masculin               | Compétition hommes                            | Tour préliminaire          | Serbie vs France                                                           |            |
| 23 h 5  |                       | Basket-ball à trois Tournoi masculin               | Compétition hommes                            | Tour préliminaire          | Lettonie vs États-Unis                                                     |            |

## Tableaux des médailles
- Pays organisateur (France)

| Rang  | Nation           | Or | Argent | Bronze | Total |
| ----- | ---------------- | -- | ------ | ------ | ----- |
| 1     | États-Unis       | 4  | 2      | 1      | 7     |
| 2     | Italie           | 2  | 1      | 0      | 3     |
| 3     | Chine            | 2  | 0      | 3      | 5     |
| 4     | Pays-Bas         | 1  | 2      | 1      | 4     |
| 5     | Roumanie         | 1  | 1      | 0      | 2     |
| 6     | Australie        | 1  | 0      | 1      | 2     |
| 6     | Nouvelle-Zélande | 1  | 0      | 1      | 2     |
| 8     | Canada           | 1  | 0      | 0      | 1     |
| 8     | Azerbaïdjan      | 1  | 0      | 0      | 1     |
| 8     | Équateur         | 1  | 0      | 0      | 1     |
| 8     | Hongrie          | 1  | 0      | 0      | 1     |
| 12    | Brésil           | 0  | 2      | 0      | 2     |
| 13    | Espagne          | 0  | 1      | 2      | 3     |
| 13    | Grande-Bretagne  | 0  | 1      | 2      | 3     |
| 15    | Israël           | 0  | 1      | 1      | 2     |
| 16    | France           | 0  | 1      | 0      | 1     |
| 16    | Géorgie          | 0  | 1      | 0      | 1     |
| 16    | Grèce            | 0  | 1      | 0      | 1     |
| 16    | Afrique du Sud   | 0  | 1      | 0      | 1     |
| 16    | Ukraine          | 0  | 1      | 0      | 1     |
| 21    | Irlande          | 0  | 0      | 1      | 1     |
| 21    | Inde             | 0  | 0      | 1      | 1     |
| 21    | Japon            | 0  | 0      | 1      | 1     |
| 21    | Portugal         | 0  | 0      | 1      | 1     |
| 21    | Suisse           | 0  | 0      | 1      | 1     |
| 21    | Ouzbékistan      | 0  | 0      | 1      | 1     |
| Total | Total            | 16 | 16     | 18     | 50    |

| Rang  | Nation     | Or | Argent | Bronze | Total |
| ----- | ---------- | -- | ------ | ------ | ----- |
| 1     | Chine      | 11 | 7      | 5      | 23    |
| 2     | États-Unis | 9  | 15     | 13     | 37    |
| 3     | France     | 8  | 11     | 8      | 27    |
| 4     | Australie  | 8  | 6      | 4      | 18    |
| 5     | Japon      | 8  | 3      | 5      | 16    |
| Total | Total      | 90 | 91     | 101    | 282   |